# Рудня (приток Шани)
Рудня — река в Московской и Калужской областях России.
Протекает по территории Можайского городского округу и Износковского района. Впадает в реку Шаню в 115 км от её устья по левому берегу. Длина реки составляет 17 км, площадь водосборного бассейна — 64,6 км².
По данным Государственного водного реестра России, относится к Окскому бассейновому округу. Речной бассейн — Ока, речной подбассейн — бассейны притоков Оки до впадения Мокши, водохозяйственный участок — Угра от истока до устья.